# Strymon nostras
Strymon nostras är en fjärilsart som beskrevs av Cour. Strymon nostras ingår i släktet Strymon och familjen juvelvingar. Inga underarter finns listade i Catalogue of Life.